# Área Protegida das Ilhas Fénix
A Área Protegida das Ilhas Fénix é uma área protegida do Kiribati, localizada no Oceano Pacífico Sul e constituída por um conjunto de 8 ilhas (que são vulcões presumidamente inativos, emersos no oceano), centenas de ilhotas, atóis e arrecifes, 14 vulcões imersos e inativos, além da extensão territorial marítima circundante, totalizando uma área de 408.250 km². É a maior área marítima protegida do mundo, instituída em março de 2006 pelo governo do presidente Anote Tong. Representa 12% da extensão territorial do Kiribati.
Em 2010 foi integrada à lista do Património Mundial da Humanidade da UNESCO, por "constituir-se em um dos últimos ecossistemas intactos de arquipélagos oceânicos de corais do mundo".
O sítio é interdito à exploração econômica de seus recursos naturais. A reserva é habitat, refúgio e rota de migração de, já identificadas, 200 espécies de corais, 500 espécies de peixes, 18 mamíferos marinhos e 14 espécies de aves.